# Jay Rodriguez
Jay Enrique Rodriguez  (* 29. Juli 1989 in Burnley) ist ein englischer Fußballspieler spanischer Abstammung, der seit 2025 beim AFC Wrexham unter Vertrag steht.

## Spielerkarriere
Jay Rodriguez debütierte am 29. Dezember 2007 im Alter von achtzehn Jahren bei einer 0:1-Heimniederlage gegen Bristol City für seinen Heimatverein FC Burnley. Vom 11. Januar bis zum 27. April 2008 spielte er auf Leihbasis für den schottischen Zweitligisten Stirling Albion (11 Spiele/3 Tore). In der Football League Championship 2008/09 erzielte der neunzehnjährige Angreifer zwei Treffer in fünfundzwanzig Ligaspielen und erreichte als Tabellenfünfter die Play-offs. Nach einem Erstrundenerfolg über den FC Reading (1:0 und 2:0), setzte sich der in der 73. Minute eingewechselte Jay Rodriguez im Play-off-Finale mit 1:0 gegen Sheffield United durch und stieg damit in die Premier League auf. Auch aufgrund einer Verletzung fand er in der Premier League 2009/10 bei Trainer Owen Coyle keine Berücksichtigung. Vom 1. Februar bis zum 1. März 2010 spielte er auf Leihbasis für den englischen Zweitligisten FC Barnsley und erzielte ein Tor in sechs Ligaspielen der Saison 2009/10.
Burnley stieg am Saisonende als Drittletzter in die zweite Liga ab und verpasste in der Football League Championship 2010/11 als Tabellenachter die direkte Rückkehr in die Premier League. Jay Rodriguez kam in zweiundvierzig Ligaspielen zum Einsatz und konnte sich mit vierzehn Treffern als bester Torschütze seiner Mannschaft auszeichnen. Im Verlauf der Football League Championship 2011/12 konnte er diese Trefferquote noch einmal steigern und erzielte bislang fünfzehn Ligatore. 2012 wechselte er in die Premier League zum FC Southampton. Den endgültigen Durchbruch schaffte Jay Rodriguez in der Saison 2013/2014, als er in 33 Spielen für die Saints 15 Tore erzielte. Am 5. April musste er im Liga-Spiel gegen Manchester City nach nicht einmal 30 Minuten verletzt ausgewechselt werden. Er erlitt einen Kreuzbandriss und fiel sowohl für die restliche Saison, als auch für die Fußball-Weltmeisterschaft 2014 aus.
Anfang Juli 2017 verließ Rodriguez den FC Southampton nach fünf Jahren und schloss sich West Bromwich Albion an. Dort war er zwei Jahre Stammspieler, stieg dabei mit dem Klub in seinem ersten Jahr in die zweite Liga ab und wechselte im Juli 2019 in die Premier League zurück zum FC Burnley, bei dem Rodriguez einen Zweijahresvertrag unterzeichnete. Im Mai 2022 verlängerte er seinen Vertrag in Burnley trotz drohendem Abstieg bis 2024.
Am 31. Januar 2025 unterschrieb Rodriguez einen 18-monatigen Vertrag beim AFC Wrexham in der drittklassigen EFL League One. Mit dem Verein stieg er am Saisonende in die zweitklassige EFL Championship auf.

### Nationalmannschaft
Am 15. November 2013 machte er ebenso wie sein damaliger Vereinskamerad Adam Lallana beim 0:2 im Wembley-Stadion in London gegen Chile sein erstes Länderspiel für die A-Nationalmannschaft. Er ist der 1.200. Nationalspieler Englands.